# Bozók
Bozók (szlovákul Bzovík) község Szlovákiában, a Besztercebányai kerület Korponai járásában.

## Fekvése

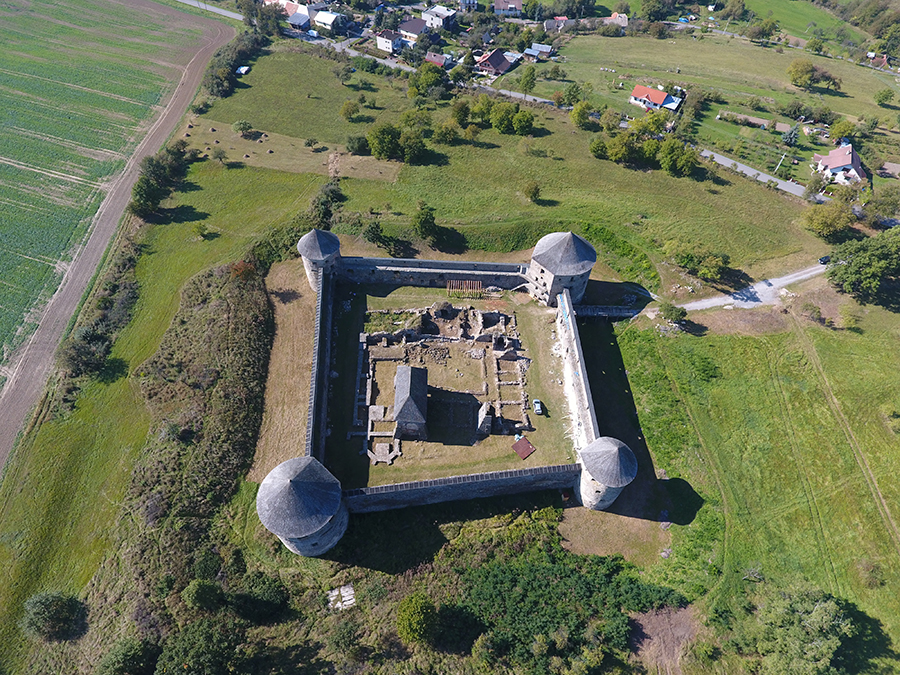
Bozók vára légi fotón

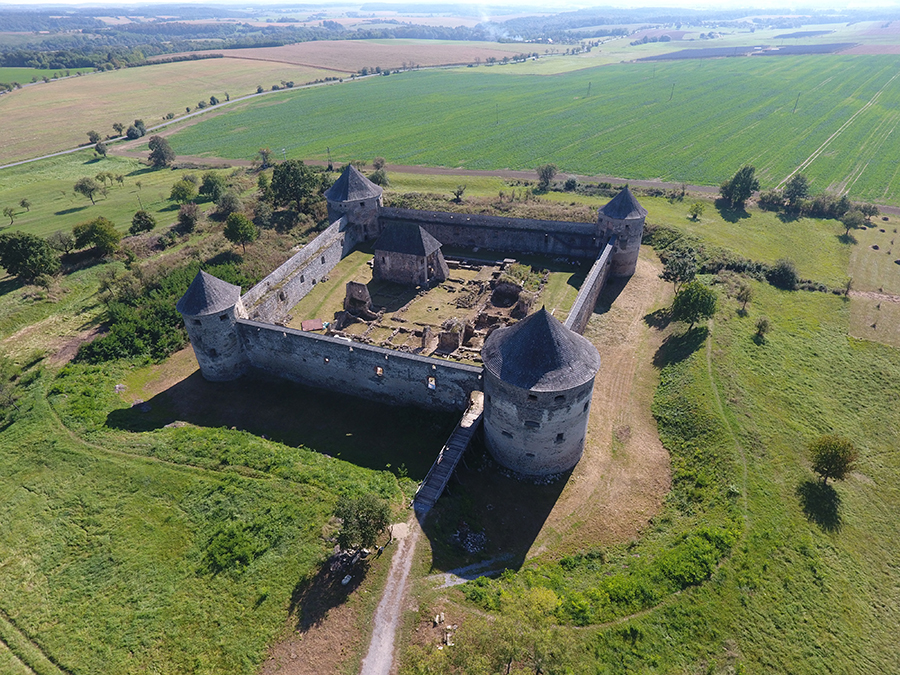
Bozók vára légi felvételen

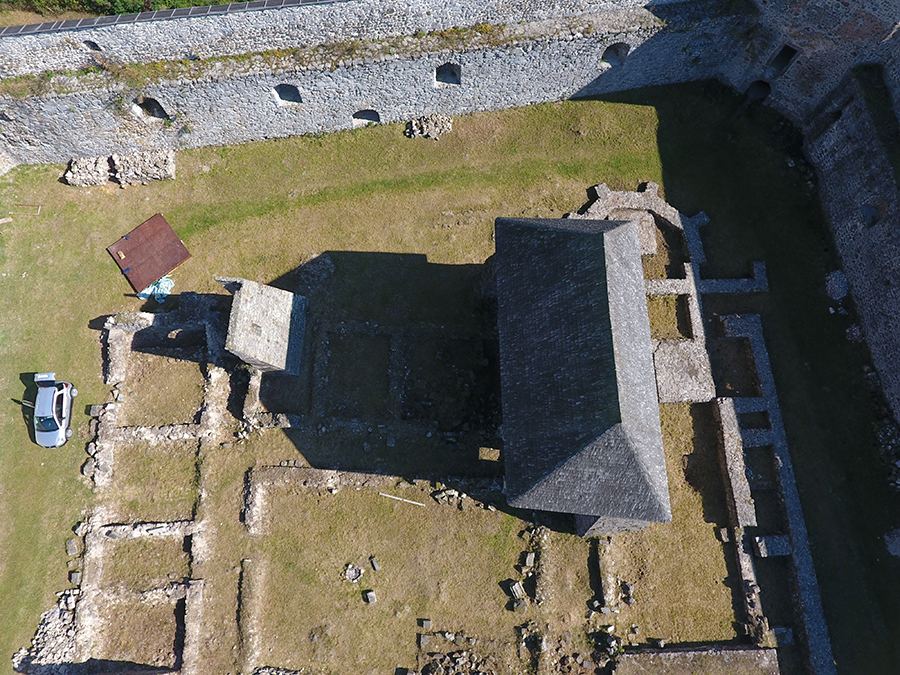
Bozók vára a magasból

Korponától 6 km-re délkeletre található.

## Története
A bozóki  apátságot 1135-ben alapította a Hont-Pázmány nemzetségbeli Lampert comes és a cisztercita rendnek adta. 1135-ben "Bozouk", 1245-ben "Bozok", 1331-ben "Bozook", 1439-ben "Kis Bozok" néven szerepel. 1156-ban a bozóki uradalom a legnagyobb volt Hont vármegyében. 1181-ben a cisztercitákat a premontreiek váltották fel és prépostságot alapítottak. A település maga mezővárosi ranggal és vásártartási joggal rendelkezett. Címerében Szent István király volt látható.
A középkorban többször feldúlták a főúri pártharcokban, 1433-ban a husziták pusztították el. A 15. század közepén Korpona várának parancsnoka tartott igényt uradalmára. 1530-ban Balassa Zsigmond a szerzeteseket elűzve 1546-ig várrá alakíttatta át. 1541-ben már visszavert egy török ostromot. 1599 és 1646 között többször volt megyegyűlés színhelye. 1658-ban a Fánchy család a birtokosa, majd 1678-ban a jezsuitáké lett. 1678-ban Thököly egyik vezére elfoglalta és felgyújtatta, de Szelepcsényi György 1686-ra helyreállíttatta. A jezsuita rend feloszlatása után az esztergomi szemináriumé. A településen 1715-ben 26 háztartás adózott. 1828-ban 80 háza és 456 lakosa volt, akik főként mezőgazdaságból éltek.
Vályi András szerint „BOZOK. Mező Város Hont Vármegyében, hasonló nevű Vár alatt, lakosai katolikusok, ’s tótok, fekszik Selmeczbányától két mértföldnyire, szőlő hegyei meglehetős borokat teremnek, szántó földgyei is középszerűek, és a’ síkon könnyen miveltetők, mindenét elárúlhattya Korponán, és Selmeczen, legelője szoross, és fája is kevés, második Osztálybéli. A’ Bozóki Uradalomnak fele része az Oskolabéli Kintstárhoz, fele része pedig az Esztergomi Fő Megyebéli Szent István Semináriumhoz tartozik.”

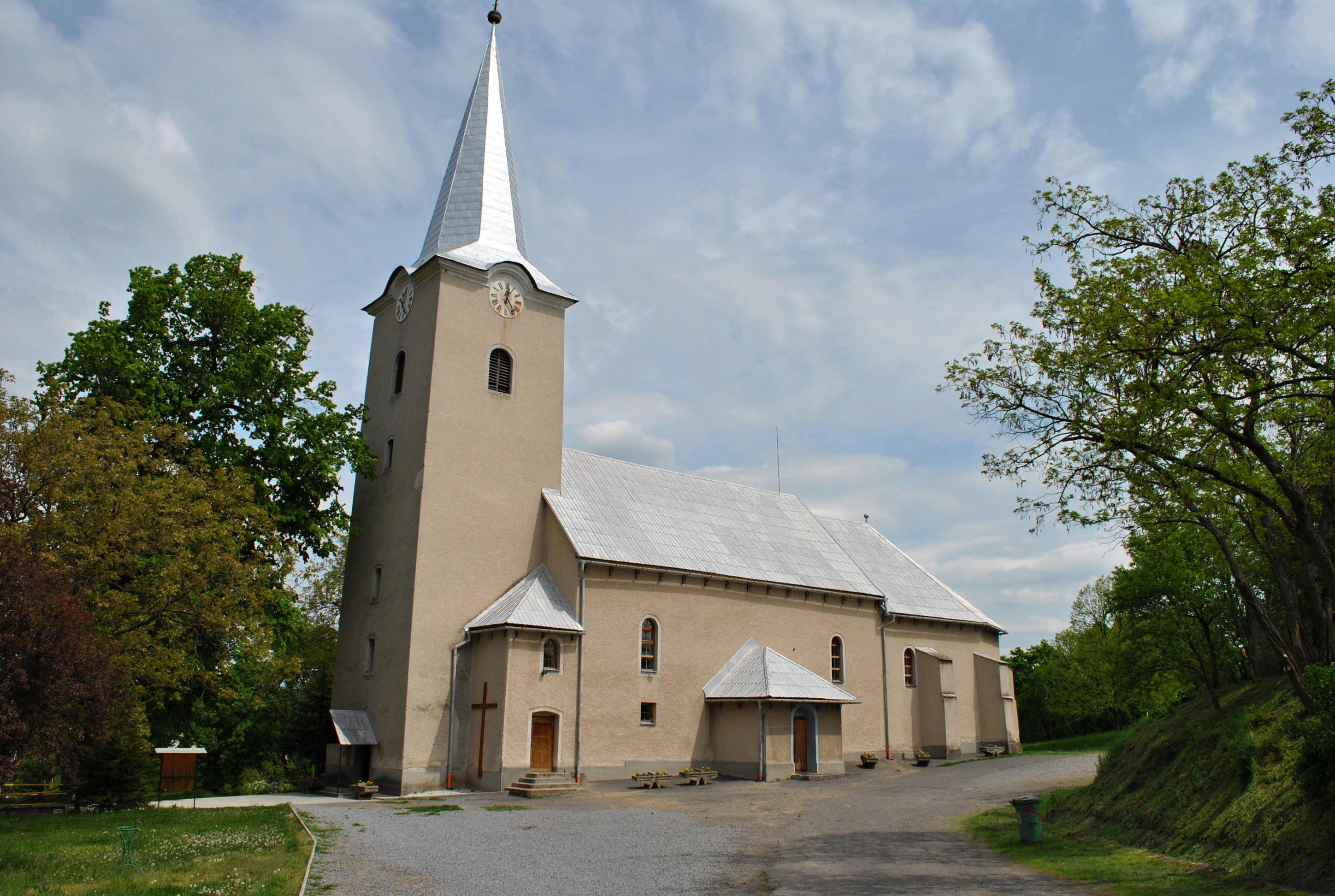
Szent István-templom

Fényes Elek szerint „Bozók, (Bzowik), tót mezőváros, Honth vgyében, Zólyom vármegye szélén, Korponához 3/4 mfd. 484 kath. lak. Van egy régi vára, melly jó karban lévén laknak is benne jelenleg, szép kath. paroch. temploma, serfőzőháza, több liszt- és fűrész-malmai. Hegyes sovány határa szorgalmas mivelést kiván; erdeje; legelője nem sok; borsója hires; országos- és hetivásárokat tart. F. u. a Sz. Istvánról nevezett prépostság, mellyhez egész uradalom tartozik, s mellynek 1/2 a Sz. István semináriuma, 1/2 a pesti kir. egyetem birja. Ut. p. Selmecz.”
A trianoni békeszerződésig Hont vármegye Korponai járásához tartozott. A vár még a 20. század elején is lakott volt.

## Népessége
| Év:            | 1994. | 2004.    | 2014.   | 2024.   |
| -------------- | ----- | -------- | ------- | ------- |
| Emberek száma: | 924   | 1048     | 1148    | 1116    |
| Eltérés:       |       | +13,41 % | +9,54 % | -2,78 % |

| Év:            | 2023. | 2024.   |
| -------------- | ----- | ------- |
| Emberek száma: | 1119  | 1116    |
| Eltérés:       |       | -0,26 % |

1910-ben a falunak 501, többségben szlovák anyanyelvű lakosa volt, jelentős magyar kisebbséggel.
2001-ben 982 lakosából 922 fő szlovák volt.
2011-ben 1103 lakosából 1052 fő szlovák volt.

## Nevezetességei

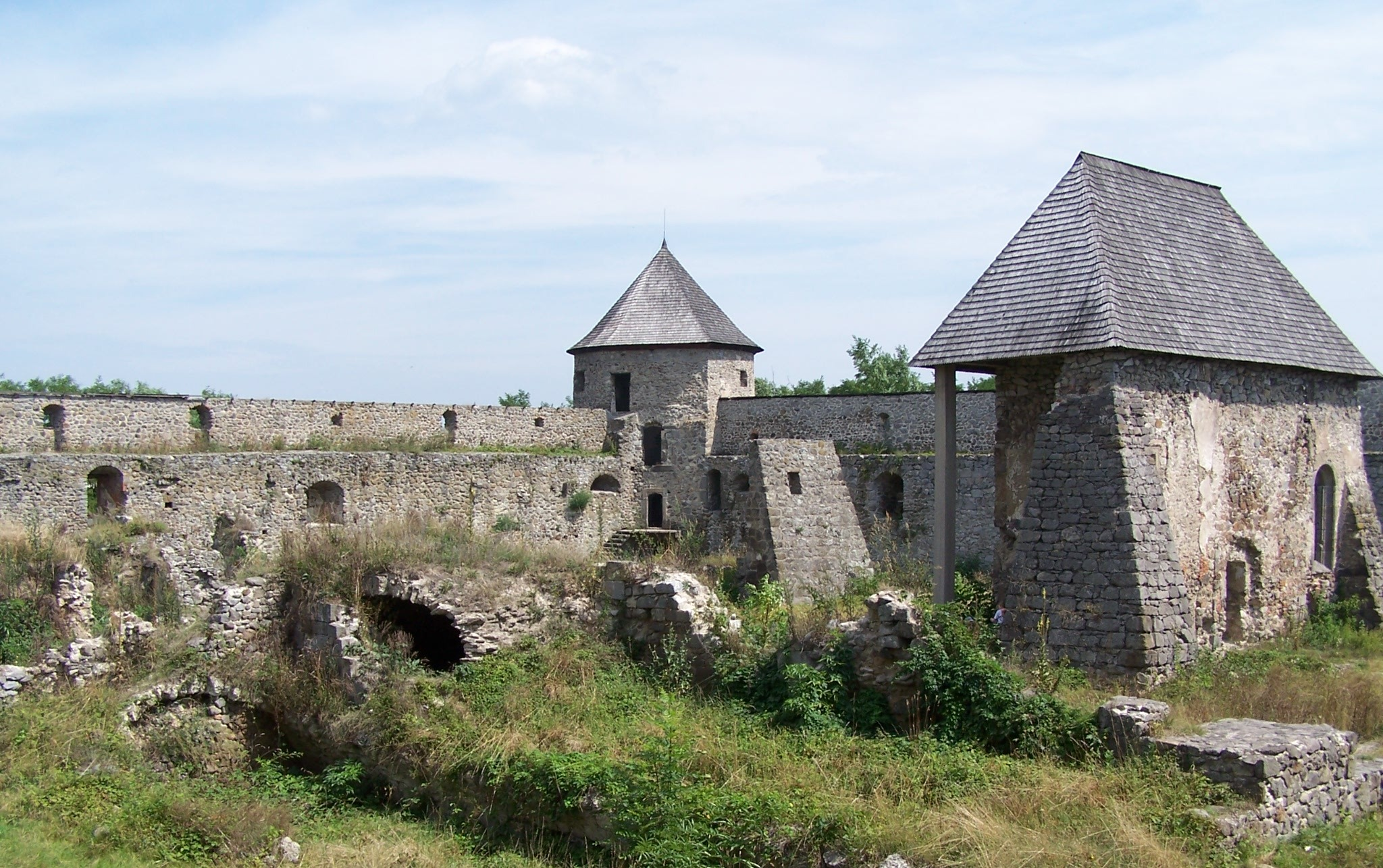
A bozóki apátság romjai

- Bozóki apátság: a falutól délre emelkedő dombon áll Bozók várrá átalakított, bár kissé romos kolostora. A kolostor temploma, a Boldogságos Szűzanya kegyhelye 1285-ben már állt. 1433 és 1446 között új épületszárnnyal bővítették, 1530 és 1546 között késő gótikus-reneszánsz stílusban építették át és védművekkel, bástyákkal és vizesárokkal látták el. A kolostorépületet a 17. században újjáépítették. A második világháborúban súlyos károkat szenvedett.
- Szent István király római katolikus templom, 1606-ban épült, ebben az időben készült kő keresztelőmedencéje is.
- Barokk kőszobor a 18. század közepéről.

## Neves személyek
- Itt született 1757. szeptember 17-én Mocsáry Antal író.
- Itt szolgált Csuty Gáspár (–1571 körül) végvári katona.
- Itt szolgált Danielis János József (17. század) evangélikus lelkész.
- Itt szolgált Zabojnik György (1608-1672) a Bányai evangélikus egyházkerület püspöke 1669-től haláláig.
- Itt szolgált Foriss Antal (?-1798) plébános.
- Itt szolgált Bokross János Miksa (?–1837) katolikus pap.
- Itt szolgált Štefan Moyzes (1797-1869) besztercebányai római katolikus püspök, a szlovák nemzeti mozgalom kiemelkedő alakja, a Matica slovenská első elnöke.
- Itt szolgált Zaklukál Iván (1807-1871) katolikus plébános.
- Itt szolgált Martin Hattala (1821-1903) nyelvész, teológiai doktor és egyetemi tanár.
- Itt fejezték le 1679-ben Szvetanay Miklós pálos szerzetest.
- Itt hunyt el 1761-ben Borsos Mihály jezsuita rendi szerzetes.
- Itt hunyt el 1823-ban Pantl József római katolikus plébános.
- Balassa Menyhért építette át a bozóki várat.